# Kohoutov
Kohoutov (en allemand : Koken) est une commune du district de Trutnov, dans la région de Hradec Králové, en République tchèque. Sa population s'élevait à 261 habitants en 2020.

## Géographie
Kohoutov se trouve à 7 km à l'est-nord-est de Dvůr Králové nad Labem, à 13 km au nord de Trutnov, à 28 km au nord-nord-est de Hradec Králové et à 113 km au nord-est de Prague.
La commune est limitée par Kocbeře au nord-ouest, par Hajnice au nord, par Brzice et Chvalkovice à l'est, par Vlčkovice v Podkrkonoší au sud, et par Choustníkovo Hradiště à l'ouest.

## Histoire
La première mention écrite de la localité date de 1415.